# Anlagensimulation
Anlagensimulation ist ein in der Steuerungstechnik gebräuchlicher Begriff. Er beschreibt die virtuelle Inbetriebnahme von Automatisierungsanlagen an in Echtzeit simulierten Anlagenmodellen (Hardware in the Loop). Im Blatt 1 der VDI 6020 wird der Begriff der Thermisch-energetische Anlagensimulation (TEA) für den Bereich des Bauwesens als Hilfe zur stundenweisen Berechnung von dem Verhalten einer heiz- oder raumlufttechnischen Anlage aufgrund einer vorher durchgeführten Gebäudesimulation definiert.

## Zweck
Oftmals trennt man die Automatisierungshardware (z. B. eine Speicherprogrammierbare Steuerung) am Feldbus auf und simuliert die Eingabe- und Ausgabebaugruppen sowie das dynamische Verhalten des Prozesses (siehe auch Dynamisches System). Das exakte dynamische Verhalten des Prozessmodells ist hierbei kein Schwerpunkt. Wichtig bei der virtuellen Inbetriebnahme sind das Finden von Vorzeichenfehlern in der Anwendersoftware der Automatisierungsgeräte und die Austestung von kritischen Prozesszuständen, die in der realen Anlage nicht bzw. nur mit erheblichem Aufwand erprobt werden können. Das Finden von Fehlern in der Logik (z. B. fehlende oder fehlerhafte Verknüpfungen) ist ein weiterer Schwerpunkt der Anlagensimulation.
Die Simulation soll den zeitlichen und finanziellen Aufwand für die Inbetriebnahme reduzieren und die Qualität der Anwendersoftware verbessern. Außerdem ist es somit dem Automatisierungsunternehmen möglich, die durchgeführten Vortests lückenlos durch Archivierung der Testdaten zu dokumentieren.